# Euchrysops subpallida
The Ashen Smoky Blue (Euchrysops subpallida) là một loài bướm ngày thuộc họ Bướm xanh. Nó được tìm thấy ở Kenya, from Tanzania to Malawi, Zambia, nam Zaire (Shaba), Zimbabwe và Nam Phi. In South Africa it is rare và only known from the bắc part of the Limpopo Province và bắc KwaZulu-Natal.
Sải cánh dài 23–25 mm đối với con đực và 24–28 mm đối với con cái. Con trưởng thành bay từ tháng 9 đến tháng 2 depending on rains. Có một lứa một năm.
Ấu trùng có thể ăn Becium species.